# Émilien Claude
Émilien Claude (Épinal, 13 giugno 1998) è un biatleta francese.

## Biografia
Fratello di Fabien e Florent, a loro volta biatleti, e attivo dalla stagione 2009-2010, Émilien Claude ai Mondiali juniores di Otepää 2018 ha vinto la medaglia di bronzo nella staffetta; ha esordito in Coppa del Mondo l'8 gennaio 2021 a Oberhof in sprint (33º) e ai successivi Mondiali juniores di Obertilliach 2021 ha conquistato la medaglia d'oro nella sprint, nell'inseguimento e nella staffetta e quella di bronzo nell'individuale. Il 15 gennaio 2025 ha ottenuto il primo podio in Coppa del Mondo, a Ruhpolding in individuale (2º), e due giorni dopo la prima vittoria, nella medesima località in staffetta; ai Mondiali di Lenzerheide 2025, sua prima presenza iridata, ha vinto la medaglia d'argento nella staffetta. Non ha preso parte a rassegne olimpiche.

## Palmarès

### Mondiali
- 1 medaglia:
  - 1 argento (staffetta a Lenzerheide 2025)

### Mondiali juniores
- 5 medaglie:
  - 3 ori (sprint, inseguimento, staffetta a Obertilliach 2021)
  - 2 bronzi (staffetta a Otepää 2018; individuale a Obertilliach 2021)

### Coppa del Mondo
- Miglior piazzamento in classifica generale: 21º nel 2025
- 3 podi (1 individuale, 2 a squadre):
  - 2 vittorie (a squadre)
  - 1 secondo posto (individuale)

#### Coppa del Mondo - vittorie
| Data            | Località             | Nazione   | Specialità                                                          |
| --------------- | -------------------- | --------- | ------------------------------------------------------------------- |
| 17 gennaio 2025 | Ruhpolding           | Germania  | RL (con Fabien Claude, Quentin Fillon Maillet ed Émilien Jacquelin) |
| 9 marzo 2025    | Nové Město na Moravě | Rep. Ceca | RL (con Oscar Lombardot, Fabien Claude e Quentin Fillon Maillet)    |

Legenda:

RL = staffetta